# Porto Novo (municipalité du Cap-Vert)
La municipalité de Porto Novo est une municipalité (concelho) du Cap-Vert, située au sud de l'île de Santo Antão, dans les îles de Barlavento. Son siège se trouve à Porto Novo.

## Population
Lors du recensement de 2010, la municipalité comptait 18 028 habitants.